# 轉譯醫學
是指將基礎醫學的研究，能夠直接和臨床治療上連結的一個新的思維。最早由美國國家衛生研究院（National Institute of Health, NIH） 之愛力思·樂霍尼 (Elias A. Zerhouni) 院長，在美國醫學會期刊(JAMA)發表了一篇「US Biomedical Research-Basic, Translational, and Clinical Sciences」 之文章,提到了轉譯醫學這個新的思維。
在過去，基礎醫學和藥物開發以及臨床上的治療是分開的三個領域。但是隨著生物科技技術發展，讓研究標的得以大規模分析，並且藉由生物資訊的統計分析，讓這三個分開的領域得以快速連結。這也是所謂轉譯醫學的內涵。讓以往疾病研究上的分子致病機轉研究的成果，能用直接運用於臨床治療。

## 轉譯醫學研究之過程方式
轉譯醫學結合基礎的醫學研究，結合到病床的臨床診治。在過程上可以大致分為
1. 研究疾病的病理機制。
2. 臨床病人所展現的疾病特徵，疾病所出現的生物標記，以及致病的分子途徑。
3. 由第一，二點的發現，來進行有系統的研究與分析。並且發展新的診斷治療方式，以及特定藥物的開發。
4. 所獲得的診斷治療方式和特定藥物，來進行個體化（personalized） 的治療。[2]

## 期刊
- 科學轉化醫學期刊

## 外部連結
- Translational Medicine Research Collaboration
- American Journal of Translational Research （页面存档备份，存于）
- Institute for Translational Medicine and Therapeutics （页面存档备份，存于）
- TRANSMED （页面存档备份，存于）
- The University of Edinburgh, MSc in Translational Medicine
- OSCAT2012 （页面存档备份，存于）: 2nd International conference on open source for computer-aided Translational medicine.